# Ferula sjugatensis
Ferula sjugatensis là một loài thực vật có hoa trong họ Hoa tán. Loài này được Bjat. mô tả khoa học đầu tiên.